# Айтбаев, Габбас
Габбас Айтбаев (каз. Ғаббас Айтбаев; 1882, Егиндибулакский район, Карагандинской области — 1929, там же) — казахский певец. Сын певца-композитора Айтбая. В 1922 году Айтбаев завоевал первое место на конкурсе народных певцов в Каркаралах. В 1927 году участвовал в концерте, организованном для делегатов 4-го съезда Советов в Москве. Александр Затаевич записал 12 песен Айтбаева.
Происходит из подрода Нурбике-Шаншар рода каракесек племени аргын.